# Final Fantasy Tactics Advance
Final Fantasy Tactics Advance (ファイナルファンタジータクティクスアドバンス?, Fainaru Fantajī Takutikusu Adobansu) è un videogioco di ruolo strategico sviluppato e pubblicato da Square (ora Square Enix) per Game Boy Advance. Spin-off della serie Final Fantasy, il gioco ha molti aspetti in comune con Final Fantasy Tactics, uscito originariamente per PlayStation, sebbene non sia un sequel diretto. 
In Final Fantasy Tactics Advance, il giocatore mette insieme un gruppo di personaggi e controlla le loro azioni su campi di battaglia simili a scacchiere. I giocatori sono perlopiù liberi di decidere le classi, le abilità e le statistiche dei loro personaggi.
La storia del gioco è incentrata attorno quattro bambini chiamati Marsh, Mewt, Ritz e Doned, che vivono in una piccola città chiamata St. Ivalice. Dopo aver scoperto un antico libro magico, vengono trasportati in un regno con lo stesso nome della loro città: "Ivalice." A quel punto, la storia si concentra sulle gesta di Marsh nel tentativo di tornare nel mondo reale.
Tactics Advance è uno dei primi giochi nati dalla collaborazione tra Square e Nintendo per la console Game Boy Advance. Il gioco è stato sviluppato da un team proveniente dalla Quest Corporation dopo l'acquisizione di quest'ultima da parte di Square. Il gioco è stato accolto favorevolmente dalla critica e ha dato vita a un sequel, Final Fantasy Tactics A2: Grimoire of the Rift per Nintendo DS.
Tactics Advance è stato ripubblicato per la Virtual Console di Wii U il 28 gennaio 2016 in Europa, Australia e Nord America e in Giappone il 30 marzo 2016.

## Trama
Marsh, il protagonista, si è da poco trasferito nella pacifica cittadina di Ivalice.
A scuola ha modo di conoscere l'energica Ritz e il timido Mewt. Con i due nuovi amici avrà modo di cimentarsi in una battaglia palle di neve (che permette anche al giocatore di imparare le nozioni base del sistema di combattimento a turni del gioco).
Una sera Mewt porta a casa di Marsh un misterioso libro che cercano di leggere (poiché è scritto in una lingua incomprensibile) con Ritz e Doned, fratello di Marsh, costretto su una sedia a rotelle. Quella notte, misteriosamente, la città di Ivalice si trasforma nell'omonimo desertico continente di Ivalice.
Marsh si ritrova nella città di Cyril, per il momento privo dei suoi amici: avrà tuttavia modo di conoscere Montblanc, un Moguri (Moogle nella versione inglese) che lo salva da un Bangaa (una delle 5 razze) e poi lo invita nel suo clan.
La nuova Ivalice sembra piacere molto a Marsh che, tuttavia, sembra deciso a tornare a casa. In una delle missioni con il clan incontra Ritz e la aiuta. A missione compiuta Marsh scopre che Ritz non è intenzionata a tornare a casa e la ragazza sostiene che non cercherà di fermare Marsh se tenta di riportare il mondo alla normale St.Ivalice. Dopo un po' di tempo il protagonista riesce a trovare una via per tornare a casa: trovare e distruggere i 5 cristalli (1 per ogni razza) che legano quel mondo. Marsh riesce a distruggerli ma intanto Mewt mette una taglia sulla sua testa e Doned (fratello di Marsh) aiuta gli inseguitori e ostacola il fratello perché vuole continuare a camminare. Dopo aver convinto tutti i suoi amici e battuto Li-Grim (la realizzatrice dei sogni trasformata nella defunta mamma di Mewt) Marsh riesce a riportare tutto alla normalità.

## Modalità di gioco
In Tactics Advance, le battaglie a turni si svolgono su un campo isometrico tridimensionale. Il giocatore veste i panni di Marsh, un capo clan; il suo scopo è organizzare i membri del clan e far progredire il loro status attraverso le missioni che vengono offerte nelle locande. Il giocatore gareggia contro la squadra controllata dalla CPU in un gioco a turni, anche se a differenza di Final Fantasy Tactics i personaggi eseguono le loro azioni istantaneamente.
Le missioni sono compiti svolti da un clan. Esistono quattro tipi di missioni: regolare, incontro, spedizione e area. Nelle missioni regolari, l'intero gruppo di Marsh si avventura in un luogo particolare per sostenere una battaglia. Molte di queste missioni vengono utilizzate per far avanzare la storia. Nelle missioni incontro, il gruppo di Marsh combatte un clan mercenario rivale selezionando una missione o incontrandolo sulla mappa. Nelle missioni di dispacciamento, che non prevedono battaglie, Marsh allontana temporaneamente un membro dalla squadra. Le missioni di zona sono di solito un tipo di missione di spedizione in cui il clan di Marsh può liberare alcune regioni per ottenere bonus e sconti nei negozi.
Alcune missioni, in genere le missioni di spedizione, richiedono di disporre di oggetto speciale per accettare la missione. Altri richiedono di mandare un personaggio di una specifica classe di lavoro. Per quanto riguarda gli oggetti, questo potrebbe significare che è necessario eseguire un'altra missione per ottenere un oggetto che ti consenta di eseguire la missione successiva.
La mappa del mondo è inizialmente vuota tranne che per la posizione di partenza, ed è personalizzata man mano che il giocatore vince i "gettoni" di posizione dopo determinate missioni. Questi gettoni rappresentano diversi terreni e insediamenti, come pianure, montagne, deserti, foreste e città, che possono essere posizionati negli slot sulla mappa del mondo. Gli oggetti vengono donati al giocatore a seconda del posizionamento dei gettoni. Ivalice introduce anche aree chiamate Jagds, bassifondi senza legge evitate dai giudici. I jagd sono gli unici posti nel gioco in cui un personaggio può morire, in tutti gli altri sono protetti dalla morte dai giudici e vengono semplicemente messi fuori combattimento.
Tactics Advance offre anche funzionalità multiplayer per due giocatori. I giocatori possono cooperare o competere utilizzando un Cavo Link e anche scambiare oggetti e membri del gruppo. Quando i giocatori si collegano vengono offerti anche missioni e oggetti aggiuntivi.

### Sistema dei lavori
Ci sono 34 "lavori" in Tactics Advance che determinano le statistiche, l'equipaggiamento e le abilità di un personaggio. La maggior parte degli oggetti che possono essere equipaggiati hanno varie abilità assegnate, ognuna disponibile per l'uso da parte dei personaggi di un determinato lavoro mentre l'oggetto è equipaggiato. Quando una battaglia è completata, i personaggi riceveranno punti abilità (AP) distribuiti sulle armi o sugli oggetti attualmente equipaggiati (come l'armatura). Una volta accumulata una determinata quantità di AP per una data abilità, il personaggio padroneggerà quell'abilità, permettendogli di usarla in qualsiasi momento, indipendentemente dagli oggetti equipaggiati e dal lavoro scelto. La padronanza delle abilità in diversi lavori consentirà al personaggio di accedere a più lavori. Ad esempio, se un'unità umana desidera cambiare lavoro in Paladino, deve padroneggiare almeno due abilità di "azione" dal lavoro Soldato.
Le unità hanno un compito principale che determina i potenziamenti delle statistiche che ricevono quando salgono di livello e gli attributi associati a quella classe. Un'unità può anche avere un set di abilità di lavoro secondario, in cui può usare qualsiasi abilità del lavoro selezionato, ma con il profilo statistico del lavoro principale. Ad esempio, un Assassino con un lavoro secondario da Cecchino potrebbe usare le abilità di entrambi i lavori, ma ha il profilo statistico e l'aspetto di un Assassino, il suo lavoro principale. Ciò potrebbe negare l'uso di alcune abilità a seconda dell'arma equipaggiata. Nell'esempio precedente, le abilità che richiedono il possesso di un grande arco non saranno consentite se il personaggio ha una Katana equipaggiata.
Tactics Advance introduce anche cinque razze giocabili: gli umani, i piccoli roditori Moogle, i Bangaa simili a lucertole, gli agili Viera simili a conigli e i Nu Mou abili nella magia. Alcuni lavori sono disponibili solo per determinate razze. Insieme alle abilità ottenute con l'esperienza, ogni razza ha una bestia guardiana chiamata "Totema" per rappresentare chi e che può essere convocato in aiuto di chi quando un membro di quella razza ha 10 Punti Giudice, cioè dopo che il proprio clan ha sconfitto quel Totema come parte della trama principale.

### Leggi
Una meccanica di gioco arbitraria di Tactics Advance è il sistema delle leggi. Le leggi sono stabilite dai giudici, arbitri invincibili presenti ad ogni battaglia, con alcune eccezioni. Le leggi possono vietare l'uso di determinate armi, oggetti, incantesimi elementali o cambiamenti di stato. La violazione di una legge si traduce in una punizione che comporta un cartellino rosso o giallo. Se si usa un'arma o un'abilità proibita ma non si mette fuori combattimento un nemico, chi ha violato la legge riceve un cartellino giallo. La reclusione avviene se un personaggio viola due volte una legge o mette fuori combattimento un'altra unità con un'abilità o un'arma proibita, e se è March a ricevere un cartellino rosso, è Game Over. Inoltre, se un personaggio è espulso con un cartellino rosso, riceverà una punizione a caso tra una multa, che fa perdere guil, carte legge o alcuni oggetti, la riduzione permanente di una statistica scelta a caso, l'impossibilità di ottenere guil dopo la vittoria di certe missioni o un mostro catturato verrà liberato. Tuttavia, i Jagds non hanno giudici o leggi; le unità eliminate nei Jagd moriranno e lasceranno definitivamente il clan se non vengono rianimate entro la fine della battaglia, e i Boss sono immuni ai cartellini.
Per compensare la difficoltà di avere cose vietate per l'uso, ci sono alcune cose che sono raccomandate dai Giudici, e quindi assegnano Punti Giudice se usate. I Judge Point (JP) permettono di eseguire combinazioni con alleati vicini o per evocare un Totema. I JP vengono ricevuti anche dopo aver eliminato un avversario. Più avanti nel gioco, il giocatore acquisisce la capacità di usare carte legge, che possono aggiungere leggi, e carte anti-legge, che possono annullare le leggi che sono già in vigore.

## Sviluppo
Le voci sullo sviluppo del gioco si iniziarono a diffondere quando Square annunciò il suo accordo di pubblicazione con Nintendo, che fu successivamente confermato dal produttore Matsuno. Il team di sviluppo di Tactics Advance venne costituito dai dipendenti di Quest Corporation, già nota per la serie Tactics Ogre, e il lavoro ebbe inizio nel febbraio 2002. Inizialmente concepito come un porting di Final Fantasy Tactics, Tactics Advance venne sviluppato con una trama e un'ambientazione completamente nuove e ricevette modifiche significative per divenire più user-friendly: venne inserita per esempio una funzione di salvataggio rapido.
Final Fantasy Tactics Advance utilizza il gameplay di Final Fantasy Tactics, ma ha introdotto la possibilità di personalizzare la mappa di Ivalice. Benché costruita per il Game Boy Advance, la grafica del gioco ha colori vivaci e ampiamente dettagliata, e sebbene ambienti e personaggi siano interamente basati su sprite, le espressioni facciali sono facilmente identificabili e le animazioni fluide. Il gioco ha anche introdotto due possibili modalità di visualizzazione, ottimizzate per Game Boy Advance e Game Boy Advance SP, oltre a una modalità TV per consentire una migliore visualizzazione dei colori su uno schermo televisivo utilizzando un Game Boy Player.
In Giappone, la storia di Final Fantasy Tactics Advance è stata ampliata e trasmessa nelle stazioni radio giapponesi. Il radiodramma intitolato Final Fantasy Tactics Advance Radio Edition è stato trasmesso in quattro stazioni radio in Giappone dall'inizio di gennaio 2003 alla fine di marzo 2003.

### Musica
La musica in Final Fantasy Tactics Advance è stata composta principalmente da Hitoshi Sakimoto assieme Kaori Ohkoshi e Ayako Saso; Nobuo Uematsu ha realizzato il tema principale. L'album Final Fantasy Tactics Advance Original Soundtrack è stato pubblicato da DigiCube il 19 febbraio 2003. Il primo disco include ogni canzone del gioco, così come viene riprodotta attraverso l'hardware del Game Boy Advance. Il secondo disco contiene versioni completamente orchestrate di 32 delle stesse 42 tracce. Il 26 febbraio 2003 SME Visual Works ha pubblicato un album di arrangiamenti in stile new age intitolato White: Melodies of Final Fantasy Tactics Advance, una selezione di brani musicali del gioco arrangiati da Yo Yamazaki, Akira Sasaki e Satoshi Henmi. All'interno del gioco, la colonna sonora a tema classico viene compressa in formato MIDI. Durante le battaglie vengono utilizzati semplici effetti sonori e non ci sono voci o discorsi all'interno del gioco.

## Accoglienza
| Testata                           | Giudizio |
| --------------------------------- | -------- |
| GameRankings (media al 9-12-2019) | 87,64%   |
| Metacritic (media al 6-3-2021)    | 87/100   |
| Edge                              | 7/10     |
| Electronic Gaming Monthly         | 9/10     |
| Famitsū                           | 34/40    |
| Game Informer                     | 9,5/10   |
| GameNOW                           | 10/10    |
| GameSpot                          | 8,2/10   |
| IGN                               | 9/10     |
| Nintendo World Report             | 7,5/10   |
| RPGamer                           | 3,5/5    |
| RPGFan                            | 8,1/10   |
| X-Play                            | 4/5      |

Final Fantasy Tactics Advance ha venduto oltre 440 000 copie durante il suo anno di uscita in Giappone, con quasi 225 000 unità vendute solo nella prima settimana.  Entro il 6 agosto 2004, più di 1 milione di unità del gioco furono vendute in Nord America e in Europa. Solo negli Stati Uniti, il gioco ha venduto 660 000 copie e guadagnato 22 milioni di dollari entro l'agosto del 2006. Durante il periodo tra gennaio 2000 e agosto 2006, è stato il 40° gioco più venduto per Game Boy Advance, Nintendo DS o PlayStation Portable in quel territorio.
Il gioco è stato ben accolto dai fan e considerato un'eccezionale combinazione di musica, grafica, gameplay e trama. Final Fantasy Tactics Advance ha vinto il premio di miglior gioco portatile al 7° Annual Interactive Achievement Awards nel 2004. GameSpot lo ha nominato il miglior gioco per Game Boy Advance del settembre 2003. È stato anche valutato come il 67° miglior gioco realizzato su una console Nintendo nell'elenco dei migliori 200 giochi di Nintendo Power.
I revisori sono stati soddisfatti della grafica e delle immagini di Final Fantasy Tactics Advance; GameSpot ha aggiunto che le battaglie sono "chiare e colorate" e i mestieri dei personaggi sono facilmente identificabili, sebbene il gameplay diventi lento quando troppi sprite dei personaggi si trovano contemporaneamente in una stessa schermata. Il gameplay è stato inoltre lodato per aver mantenuto gli elementi di Tactics Ogre, ma offrendo la libertà ai giocatori di sviluppare i personaggi in base alle loro scelte. GameNOW ha affermato che il gioco "è all'altezza della sua eredità, e anche di più", e lo ha definito "senza dubbio uno dei migliori giochi GBA in circolazione". Il menu del gioco è stato tuttavia criticato in quanto pieno di opzioni complicate nell'organizzazione dei membri del clan, e privo delle statistiche per i personaggi e l'equipaggiamento. Alcuni revisori hanno ritenuto che ci fossero troppi lavori per i personaggi poiché alcuni si sovrapponevano tra loro e alcune abilità risultavano ridondanti.

### Esplicative
1. ↑  (GBA)
2. ↑  (Wii U)

### Riferimenti
1. 1 2  (EN) RPGamer > Final Fantasy Tactics Advance, su archive.rpgamer.com. URL consultato il 6 marzo 2021.
2. 1 2   Final Fantasy Tactics Advance for Game Boy Advance, su GameRankings, CBS Interactive. URL consultato il 4 marzo 2021 (archiviato il 9 dicembre 2019).
3. ↑  (JA) ファイナルファンタジータクティクス アドバンス | Wii U | 任天堂, su 任天堂ホームページ. URL consultato il 6 marzo 2021.
4. ↑  (EN) Allegra Frank, Final Fantasy Tactics Advance is coming to Virtual Console, su Polygon, 27 gennaio 2016. URL consultato il 6 marzo 2021.
5. ↑   コンピュータエンターテインメントレーティング機構//, su cero.biz. URL consultato il 7 marzo 2021.
6. ↑  (EN) ESRB - Final Fantasy Tactics Advance, su ESRB Ratings. URL consultato il 4 marzo 2021.
7. ↑  (EN) OFLC (AU) - Final Fantasy Tactics Advance, su classification.gov.au.
8. ↑  (EN) PEGI - Final Fantasy Tactics Advance, su pegi.info. URL consultato il 4 marzo 2021 (archiviato il 4 marzo 2021).
9. ↑  (DE) You searched for Final Fantasy Tactics Advance, su Unterhaltungssoftware Selbstkontrolle. URL consultato il 5 marzo 2021.
10. 1 2 3  (EN) Harris, Craig, Final Fantasy Tactics Advance Review, in IGN.com, 5 settembre 2003. URL consultato il 4 marzo 2021 (archiviato il 10 marzo 2013).
11. 1 2 3 4 5  (EN) Kasavin, Greg, Final Fantasy Tactics Advance Review, in GameSpot.com, 8 settembre 2003. URL consultato il 4 marzo 2021 (archiviato il 10 luglio 2007).
12. 1 2 3  (EN) Bogdanowicz, Robert, Final Fantasy Tactics Advance Review, in RPGFan.com, 2 ottobre 2003. URL consultato il 4 marzo 2021 (archiviato l'11 ottobre 2007).
13. 1 2  (EN) Alexis Dunham, Final Fantasy Tactics Advance Guide, su guides.ign.com, IGN,  p. 3. URL consultato il 4 marzo 2021 (archiviato il 3 febbraio 2009).
14. ↑  (EN) Alexis Dunham, Final Fantasy Tactics Advance Guide, su guides.ign.com, IGN,  p. 2. URL consultato il 4 marzo 2021 (archiviato il 7 febbraio 2009).
15. 1 2  (EN) Alexis Dunham, Final Fantasy Tactics Advance Guide, su guides.ign.com, IGN,  pp. 6-10. URL consultato il 4 marzo 2021 (archiviato il 7 maggio 2010).
16. ↑   Square acquires Quest's software development division, in GameSpot, 19 giugno 2002. URL consultato il 24 luglio 2007 (archiviato il 30 settembre 2007).
17. ↑  (JA) 「ファイナルファンタジータクティクス アドバンス」世界市場で出荷150万本突破！ (PDF), su square-enix.com, Square Enix Co., Ltd., 18 novembre 2003. URL consultato l'11 febbraio 2011 (archiviato dall'url originale il 6 maggio 2006).
18. ↑   Harris, Craig, Famitsu Confirms Final Fantasy Tactics GBA, in IGN.com, 27 marzo 2002 (archiviato il 22 settembre 2006).
19. ↑   Torres, Ricardo, TGS 2002: Hands-onFinal Fantasy Tactics Advance, in GameSpot.com, 20 settembre 2002. URL consultato il 24 luglio 2007 (archiviato il 20 maggio 2007).
20. ↑   Harris, Craig, Final Fantasy Tactics Advance, in IGN.com, 26 agosto 2003. URL consultato il 24 luglio 2007 (archiviato il 17 ottobre 2007).
21. ↑   Winkler, Chris, New Final Fantasy Tactics Advance Details Announced, in RPGFan.com, 19 gennaio 2003. URL consultato il 24 luglio 2007 (archiviato l'11 ottobre 2007).
22. ↑  (EN) Winkler, Chris, Final Fantasy Tactics Advance Goes Radio, in RPGFan.com, 20 dicembre 2003. URL consultato il 24 luglio 2007 (archiviato l'11 ottobre 2007).
23. ↑  (EN) Final Fantasy Tactics Advance Tech Info, su gamespot.com, GameSpot. URL consultato il 5 ottobre 2009 (archiviato il 15 settembre 2020).
24. ↑  (EN) Vardaro, Richard, Final Fantasy Tactics Advance OST, su rpgfan.com, RPGFan. URL consultato il 28 marzo 2008 (archiviato il 16 gennaio 2013).
25. ↑  (EN) Gann, Patrick, White: Melodies of Final Fantasy Tactics Advance, su rpgfan.com, RPGFan. URL consultato il 28 marzo 2008 (archiviato il 16 gennaio 2013).
26. ↑   Final Fantasy Tactics Advance for Game Boy Advance Reviews, su Metacritic, CBS Interactive. URL consultato il 4 marzo 2021 (archiviato il 24 novembre 2014).
27. ↑   Final Fantasy Tactics Advance Review, in Edge Magazine, n. 130, dicembre 2003,  p. 105, ISSN 1350-1593 (WC · ACNP).
28. ↑   Shane Bettenhausen, Hsu Dan e Mielke James, Final Fantasy Tactics Advance Review, in Electronic Gaming Monthly, n. 171, ottobre 2003,  p. 166, ISSN 1058-918X (WC · ACNP).
29. ↑   RPGamer > Japandemonium - Second Season, su rpgamer.com. URL consultato il 4 marzo 2021 (archiviato dall'url originale il 5 luglio 2008).
30. ↑   Final Fantasy Tactics Advance, in Game Informer, settembre 2003,  p. 124.
31. 1 2   Miguel Lopez, It don't get much more real., in GameNOW, 1º ottobre 2003. URL consultato il 4 marzo 2021 (archiviato dall'url originale il 4 maggio 2004).
32. ↑  (EN) Final Fantasy Tactics Advance Review, su gamespot.com, GameSpot, 5 settembre 2003. URL consultato il 4 marzo 2021 (archiviato il 19 ottobre 2015).
33. ↑   Craig Harris, IGN: Final Fantasy Tactics Advance Review, su gameboy.ign.com. URL consultato il 4 marzo 2021 (archiviato il 10 marzo 2013).
34. ↑  (EN) Game Rankings - External Link, su gamerankings.com. URL consultato il 4 marzo 2021 (archiviato il 5 luglio 2009).
35. ↑  (EN) Jake Alley, Final Fantasy Tactics Advance Review, su RPGamer. URL consultato il 3-04-2021.
36. ↑  (EN) RPGFan Reviews - Final Fantasy Tactics Advance, su rpgfan.com, RPGFan. URL consultato il 4 marzo 2021 (archiviato il 12 ottobre 2008).
37. ↑   G4 - X-Play - Reviews, su g4tv.com. URL consultato il 4 marzo 2021 (archiviato il 5 giugno 2007).
38. ↑  (EN) 2003 Top 100 Best Selling Japanese Console Games, in The-MagicBox.com. URL consultato il 4 marzo 2021 (archiviato il 2 luglio 2012).
39. ↑  (EN) Wollenschlaeger, Alex, Japandemonium - Off the Hook, in RPGamer.com, 20 febbraio 2003. URL consultato il 4 marzo 2021 (archiviato dall'url originale il 5 settembre 2008).
40. ↑   Annual Report 2004 (PDF), in Square-Enix.com, 6 agosto 2004. URL consultato il 4 marzo 2021 (archiviato dall'url originale il 6 dicembre 2008).
41. ↑   Keiser, Joe, The Century's Top 50 Handheld Games, in Next Generation, 2 agosto 2006. URL consultato il 4 marzo 2021 (archiviato dall'url originale il 10 ottobre 2007).
42. ↑   AIAS Annual Awards, in Academy of Interactive Arts & Sciences. URL consultato il 4 marzo 2021 (archiviato il 5 settembre 2011).
43. ↑  (EN) The Editors of GameSpot, GameSpot's Month in Review: September 2003, in GameSpot, 1º ottobre 2003. URL consultato il 4 marzo 2021 (archiviato dall'url originale il 5 febbraio 2004).
44. ↑   NP Top 200, in Nintendo Power, vol. 200, febbraio 2006,  pp. 58-66.
45. ↑  (EN) Metts, Jonathan, Final Fantasy Tactics Advance Review, in Nintendoworldreport.com, 13 ottobre 2003. URL consultato il 4 marzo 2021 (archiviato il 30 settembre 2007).